# Idaea subsericeata
Idaea subsericeata là một loài bướm đêm thuộc họ Geometridae. Nó được tìm thấy ở châu Âu.
Loài này có sải cánh dài 22–25 mm. Con trưởng thành bay làm một đợt từ tháng 6 đến tháng 7

## Hình ảnh

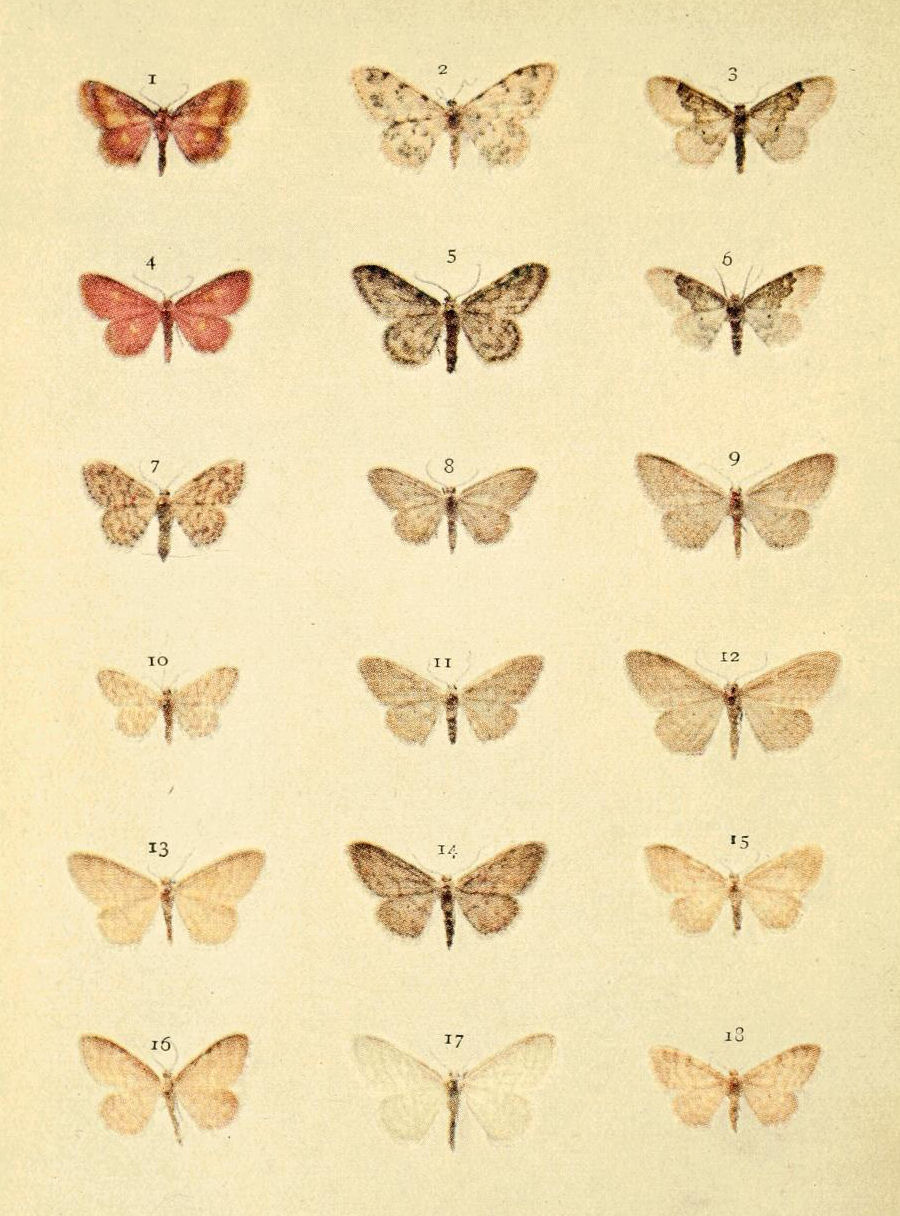